# Nolan Roux
Nolan Roux, född 1 mars 1988, är en fransk professionell fotbollsspelare (anfallare) som spelar i Nîmes Olympique. 
Roux debuterade i ligue 2 med RC Lens säsongen 2008-2009 men värvades sedan av Stade Brest. Under sin första säsong i Brest gjorde han 15 mål på 34 ligamatcher säsongen 2009-2010. Säsongen 2010-2011 gjorde han 6 mål på 28 ligamatcher. Under vinterfönstret 2012 värvades Roux av Lille OSC som ersättare för skyttekungen Moussa Sow. 
Han debuterade i det franska U21-landslaget den 2 mars 2010 och gjorde då två mål.